# Borgo metropolitano di Paddington
Il borgo metropolitano di Paddington fu un municipio metropolitano della vecchia contea di Londra esistito fra il 1900 e il 1965.

## Storia
L'autorità municipale fu istituita succedendo alla parrocchia di Paddington, della quale ricalcò quasi completamente il territorio, e fu subito sottoposta all'autorità provinciale del Consiglio della Contea di Londra.
Esteso per 5 km², il borgo aveva una popolazione di 143.000 abitanti ad inizio Novecento e di 116.000 residenti nei primi anni sessanta.
Il palazzo municipale fu quello della previgente parrocchia civile costruito nel 1853 in stile neoclassico su commissione dell’allora arcaica e rudimentale autorità di amministrazione locale, la sagrestia. Dopo la creazione della Grande Londra, l'edificio fu demolito trovandosi sul tracciato della nuova superstrada Westway.